# Semiothisa pryeri
Semiothisa pryeri là một loài bướm đêm trong họ Geometridae.